# Station Herbitzheim
Station Herbitzheim is een spoorwegstation in de Franse gemeente Herbitzheim.